# Musette (ruisseau)
La Musette est une rivière française qui coule en Haute-Loire.

## Géographie
La longueur de son cours d'eau est de 6,8 km. La Musette est l'affluent en rive gauche de la Freycenette, rivière de la Haute-Loire qui rejoint la Borne, affluent de la Loire. Elle traverse les communes de Vazeilles-Limandre et Loudes.